# Dieter Noll (Schriftsteller)

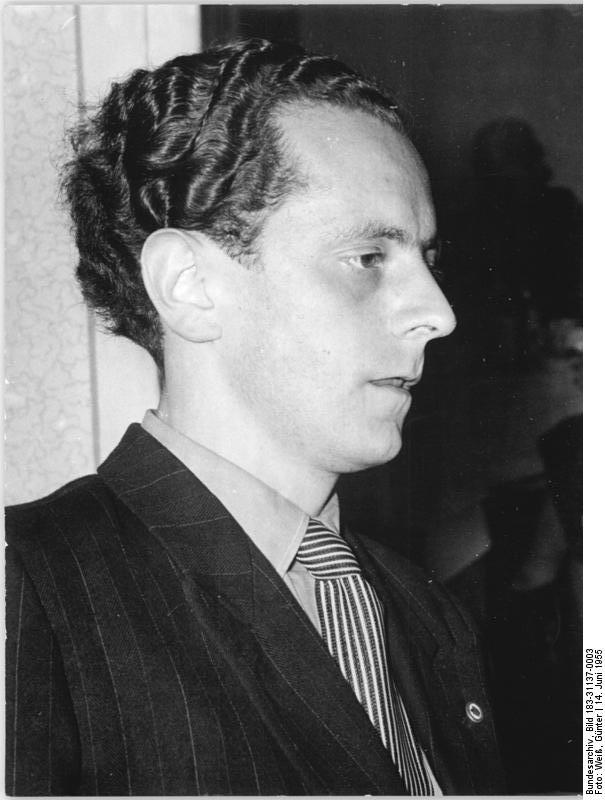
Dieter Noll 1955 bei der Verleihung des Literaturpreises des FDGB

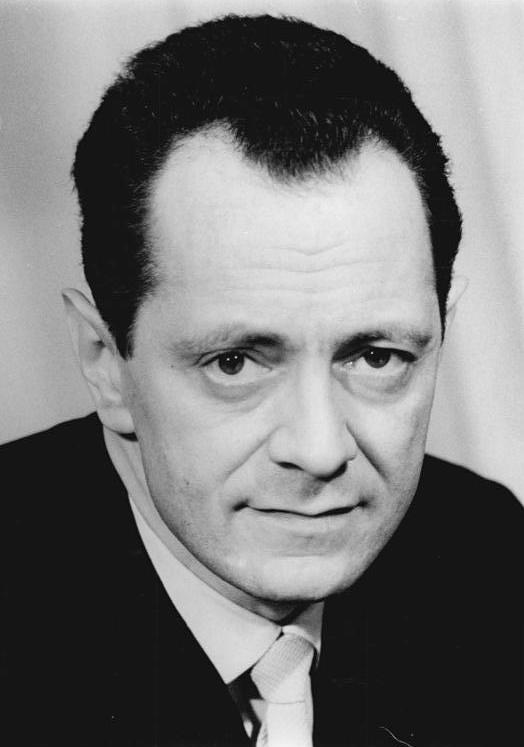
Dieter Noll, 1966

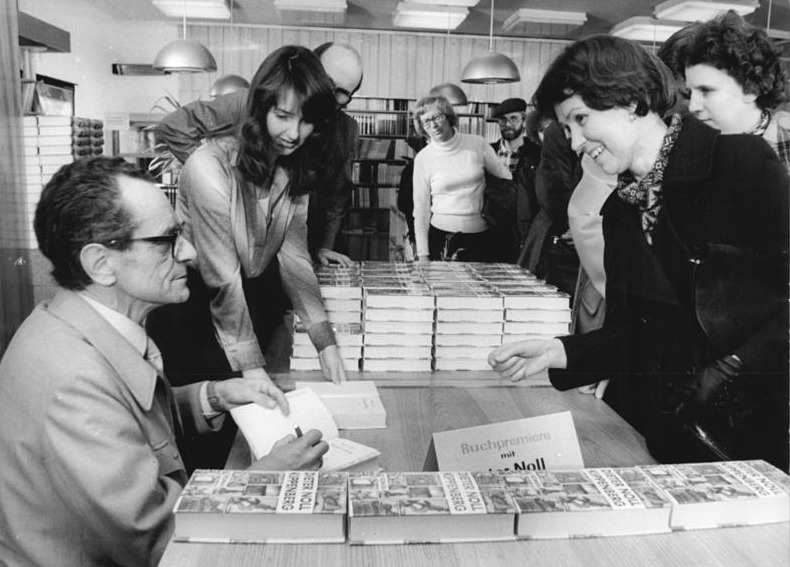
Signierstunde mit Dieter Noll, 1979

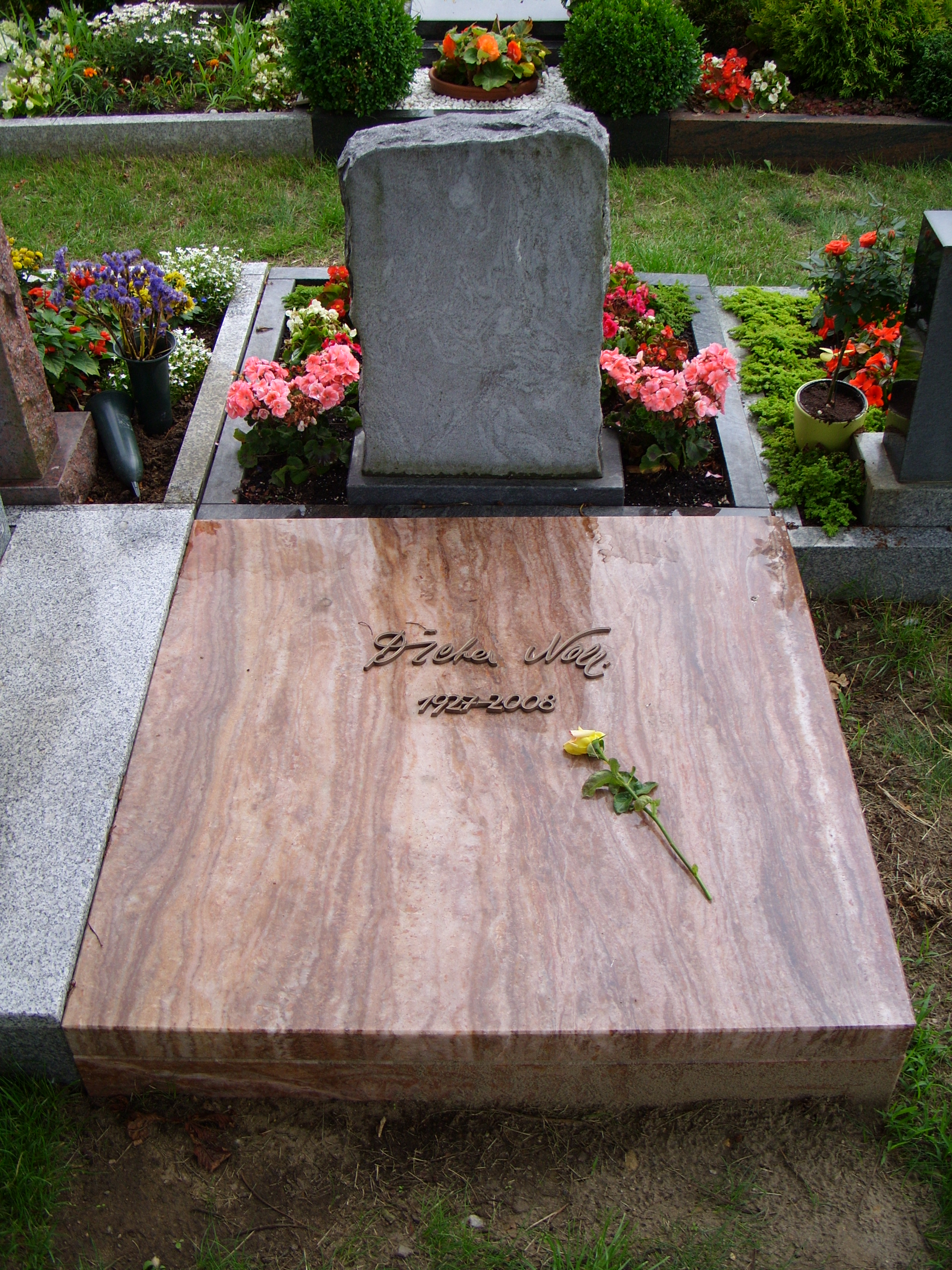
Grabstein von Dieter Noll in Wernsdorf

Dieter Noll (* 31. Dezember 1927 in Riesa; † 6. Februar 2008 in Zeuthen) war ein deutscher Schriftsteller. Durch seine Spitzelaktivitäten als Inoffizieller Mitarbeiter (IM), seine Arbeit als Redakteur und seine öffentliche Treue zum Kurs der SED, unterstützte er die Zensur in der DDR, mit Folgen wie Disziplinierungsmaßnahmen der Stasi gegen Kollegen innerhalb der Schriftstellerschaft.
Als sein Hauptwerk gilt meist der zweibändige Roman Die Abenteuer des Werner Holt aus den frühen 1960er Jahren, der bis zu seinem Tod über zwei Millionen Mal verkauft wurde.

## Leben
Dieter Noll war Sohn eines Apothekers. Da seine Mutter nach den Bestimmungen der Nürnberger Rassengesetze im Dritten Reich als „Halbjüdin“ galt, war sie Repressionen ausgesetzt. Noll besuchte die Oberschule. 1944 wurde er als Flakhelfer eingezogen und diente als Luftwaffenhelfer und -oberhelfer bei der Schweren Heimatflakbatterie 210 in Chemnitz-Borna, ab Ende 1944 wurde er als Soldat eingesetzt. Gegen Kriegsende geriet er für kurze Zeit in amerikanische Kriegsgefangenschaft. Nach der Entlassung legte er in Chemnitz die Reifeprüfung ab. 1948 begann er ein Studium der Germanistik, Kunstgeschichte und Philosophie an der Universität Jena. Ab 1950 lebte er in Berlin und war Redakteur der von Bodo Uhse herausgegebenen Zeitschrift Aufbau und Mitarbeiter des SED-Zentralorgans Neues Deutschland. Seit 1956 war er freier Schriftsteller. Noll lebte zuletzt zurückgezogen in Königs Wusterhausen-Wernsdorf.
Dieter Noll gehörte seit 1946 der KPD an. Von 1964 bis 1967 war er Mitglied der SED-Bezirksleitung Berlin. Den Protesten, mit denen ab 1976 zahlreiche DDR-Autoren auf die Ausbürgerung Wolf Biermanns reagierten, setzte Noll seine Treue zum Kurs der SED entgegen und bezeichnete im Mai 1979 in einem offenen Brief an Erich Honecker die Schriftsteller Stefan Heym, Joachim Seyppel und Rolf Schneider als „kaputte Typen“, die angeblich aus Geltungssucht mit dem Klassenfeind gemeinsame Sache machten. Besagter Brief trug mit zum Ausschluss von neun Autoren aus dem DDR-Schriftstellerverband im Juni 1979 bei.
Dieter Noll veröffentlichte in den frühen 1950er Jahren vor allem Reportagen über die Aufbauphase der DDR. Sein Hauptwerk ist der zweibändige Roman Die Abenteuer des Werner Holt. Im ersten Band (1960) wird die Entwicklung Holts vom durch den Nationalsozialismus geprägten Abiturienten über die Stationen des Flakhelfers und Wehrmachtssoldaten bis hin zum Kriegsgefangenen beschrieben. Der Leser kann dabei Holts beginnende Zweifel bis hin zum Ende des „Dritten Reiches“ verfolgen. Der zweite Band (1963) schildert die schwierige Entwicklung eines einstigen Wehrmachtssoldaten zum Anhänger des Sozialismus. Das Werk erreichte laut Verlagsangaben eine Auflage von über zwei Millionen Exemplaren. Der erste Band war in der DDR Schullektüre und wurde 1964 von Joachim Kunert verfilmt.
Dieter Noll war seit 1954 Mitglied des Schriftstellerverbandes der DDR und von 1963 bis 1966 stellvertretender Vorsitzender des Bezirksverbandes Berlin dieser Organisation. Ab 1969 gehörte er der Deutschen Akademie der Künste in Ost-Berlin an. Er erhielt u. a. folgende Auszeichnungen: 1955 den Literaturpreis des FDGB, 1961 den Heinrich-Mann-Preis, 1963 und 1979 einen Nationalpreis 2. Klasse, 1964 die Johannes-R.-Becher-Medaille in Gold sowie 1979 den Kunstpreis des FDGB.
1996 deckte das Nachrichtenmagazin Der Spiegel seine Vergangenheit als IM der Stasi auf. Da sich Noll im Laufe von vier Jahrzehnten mehrfach als IM verpflichtete, trug er insgesamt vier Decknamen.
Sein 1954 geborener Sohn Hans ist der in Israel lebende Schriftsteller Chaim Noll, der 1984 von der DDR nach West-Berlin übersiedelte. Dieter Noll starb in der Nacht zum 6. Februar 2008 in Zeuthen an den Folgen einer Krebserkrankung.
Dieter Noll war ständiger Autor der kommunistisch-sozialistischen Monatszeitschrift RotFuchs.

## Werke
- Neues vom lieben närrischen Nest, Reclam-Verlag Leipzig 1952
- Die Dame Perlon und andere Reportagen, Aufbau-Verlag Berlin 1953
- Sonne über den Seen, Heitere und bedenkliche Abenteuer eines Schleppkahnpassagiers, Aufbau-Verlag Berlin 1954
- Mutter der Tauben, Aufbau-Verlag Berlin 1955
- Kisch-Kalender, Aufbau-Verlag Berlin 1955
- Mecklenburgische Landschaft, Sachsenverlag Dresden 1958 (zusammen mit Renate Rössing und Roger Rössing)
- Die Abenteuer des Werner Holt, 2 Bde., Aufbau-Verlag Berlin 1960 und 1963
- Kippenberg, Roman, Aufbau-Verlag Berlin und Weimar 1979
- In Liebe leben, Gedichte 1962–1982, Aufbau-Verlag Berlin und Weimar 1985

## Herausgeberschaft
- Kisch-Kalender, Berlin 1955 (zusammen mit F. C. Weiskopf)

## Verfilmungen
- 1956: Alter Kahn und junge Liebe
- 1965: Die Abenteuer des Werner Holt
- 1981: Kippenberg